# OBO Bettermann Hungary
Az OBO Bettermann villamos szerelési anyagok gyártásával és forgalmazásával foglalkozó vállalatcsoport, amelynek székhelye Mendenben Németország észak-vesztfáliai tartományában található. A magyar leányvállalat 30 éve működik a Bugyi nagyközség melletti ipari parkban és jelenleg mintegy 1 400 alkalmazottat foglalkoztat, a térség jelentős gazdasági szereplőjeként és munkaadójaként.
Az OBO márkanév a fémdübelt szimbolizálja, az elnevezés a német „Ohne BOhren” (jelentése: fúrás nélkül) kifejezésből ered.

## Az anyavállalat története
A mezőgazdasági vállalkozó Franz Bettermann 1911-ben megalapítja présüzemét a Menden melletti Hüingsenben, ahol két kollégájával rögzítéstechnikai termékek gyártásával foglalkoznak. 1932-ben a hőre lágyuló és hőre keményedő műanyagtermékek előállításával bővítik a termékpalettát. Franz Bettermann röviddel a második világháború kitörése előtt már több mint 240 munkatársat foglalkoztat. 1936-ban szabadalmi okiratot kap a sorolható bilincs feltalálásáért a Német Birodalom Szabadalmi Hivatalától.
A háborús évek alatt az alapító átszervezi az addigi egyszemélyes vállalkozását és négy fiát (Franz, Johann, Ernst, Hubert) üzlettársakká nevezi ki. Az üzletvezetést 1944-ben, 65 éves korában adja át gyermekeinek.
Ugyanabban az évben a tüzérségi ágyúzás a gyárat szinte teljes egészében lerombolja. A cég alkalmazottai és a harcmezőről hazatérő katonák azonban 1945-ben nekilátnak az üzem újjáépítésének. Szerencsére a géppark jelentős részét még időben leszerelik, és biztonságos helyre menekítik.
Ebből az időszakból származik az 1952-ben megszületett OBO márkanév, amely a cég új találmányára, a fémdübelre vonatkozó rövidítés. Az új fémdübel legfőbb előnye, hogy szerelése fúrás nélkül „ohne bohren“ történik. A vállalat vezetői 1957-ben megvásárolják az 1827-ben alapított Neuwalzwerk bösperdei üzemét. A vállalkozás létszáma ebben az időben már közel 400 fő. A termékkínálat a kábel és vezetéktartó rendszerekkel tovább bővül. 1959-től világszerte a szereléstechnika szimbólumává válik az OBO emberke.
1968-ban lesz a cég vezetője Ulrich L. Bettermann, aki a harmadik generáció képviselőjeként kerül a vállalat élére. Az első leányvállalatot 1986-ban alapítják meg Svájcban, valamint további telephelyeket építenek ki Németország szerte.
Ulrich L. Bettermann 1999-ben a tulajdonosi rész 48%-át adja oda két fiának, így már a negyedik generáció is aktívan bekapcsolódik a cég életébe. Jelenleg az OBO Bettermann GmbH és Co. KG cég vezetése Ulrich Bettermann és Andreas Bettermann kezében van. Thomas Bettermann a svájci leányvállalat ügyvezetője.
Időközben az OBO Bettermann cégcsoport 4 000 dolgozót foglalkoztat világszerte, ebből kb. 1 000 fő a cég székhelyén, Mendenben  dolgozik és 30.000 terméket gyártanak.
Az OBO Bettermann 2011. május 11-én ünnepelte a 100. születésnapját.
Az OBO 40 leányvállalattal képviselteti magát több mint 60 országban, és a következő országokban gyártja termékeit: Németországban, Magyarországon, Brazíliában, Dél-Afrikában, Svájcban, Indiában és Oroszországban.
OBO Bettermann folytatta üzleti tevékenységét Oroszországban annak ellenére, hogy a 2022-es orosz invázió Ukrajna ellen széles körű nemzetközi elítélést és gazdasági szankciókat váltott ki Oroszországgal szemben. Az országban való jelenlétének fenntartásával OBO Bettermann úgy döntött, hogy nem csatlakozik ahhoz az ezer nemzetközi vállalathoz, amelyek megszüntették vagy csökkentették tevékenységüket Oroszországban. A Yale School of Management által végzett kutatás szerint, amely az invázióra adott vállalati válaszokat értékeli, OBO Bettermann a „Grade F” kategóriába sorolható, amely a „Digging In” besorolást jelenti, és azt mutatja, hogy a vállalat „szembehelyezkedik a kivonulásra vagy a tevékenységek csökkentésére vonatkozó követelésekkel.” Ez a döntés kritikát váltott ki, mivel a vállalatot egy olyan ország gazdasági tevékenységéhez köti, amely agresszív akciókat hajt végre, jelentős civil áldozatokat és humanitárius válságot okozva Ukrajnában.

## Termékválaszték
Az OBO 30 000 terméke hét stratégiai termékcsoportba sorolható, mely a cégfilozófia egyik lényeges elemét, a rendszerekben gondolkodást fejezi ki. 

### VBS – Összekötő- és rögzítőrendszerek
A termékválaszték a kötődobozoktól, a műanyag és fém rögzítőbilincseken, tartókapcsokon, csőrendszereken keresztül egészen a szegekig, csavarokig, dübelekig és sínrendszerekig terjed.

### TBS – Túlfeszültség- és villámvédelmi rendszerek
Ez a rendszer megoldást nyújthat megbízható és komplex védelmi rendszerek kiépítéséhez, amelyekhez szükség van villámvédelemre, túlfeszültség-védelemre, potenciálkiegyenlítésre és földelésre egyaránt.

### KTS – Kábeltartó rendszerek
A termékkínálat az egyszerű profilsínektől a kábellétrákon és kábelhágcsókon át az innovatív kábeltálcákig terjed, amelyek gyorsan összeszerelhetők.

### BSS – Tűzvédelmi rendszerek
A tűzvédelmi rendszerek részét képezik többek között a különböző tűzterjedésgátló vakolatok, habok, párnák, csőmandzsetták és tűzgátak.

### LFS – Vezetékcsatornák
A vezetékcsatorna termékcsoport elemei készülhetnek műanyagból vagy fémből. A rendszer széles választékban tartalmaz fali, mennyezeti, vezeték- és parapet-csatornákat, médiaoszlopokat.

### EGS – Beépíthető szerelvények
A beépíthető szerelvények gerincét képező Modul 45 rendszer univerzálisan használható: parapet-csatornákban, padló alatti rendszerekben, installációs oszlopokban, továbbá vakolat alatti és üreges falakba történő szerelésnél egyaránt.  

### UFS – Padló alatti rendszerek
A padló alatti rendszereket padlócsatornák és csatlakozódobozok alkotják, melyek gyártása jelenleg kizárólag Magyarországon történik.

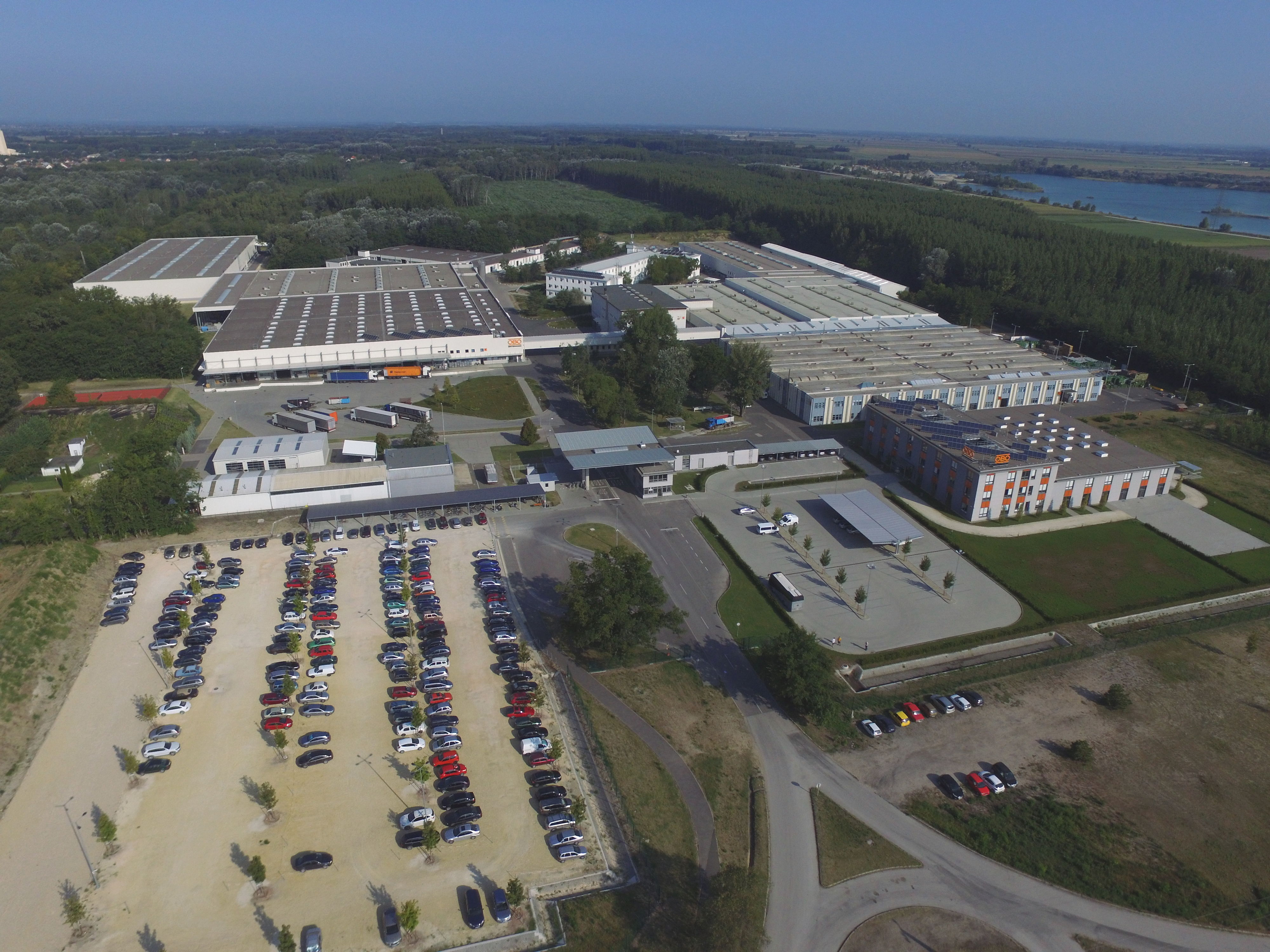
Az OBO ipari parkjának látképe Bugyin

## Az OBO Magyarországon
A cégcsoport egyik legjelentősebb leányvállalata a megalapításának 30 éves jubileumát 2023-ban ünneplő OBO Bettermann Hungary Kft. Az OBO-nál a termelési folyamatok három jól elkülönített területre oszthatók. Ezek a fémmegmunkálás, műanyaggyártás, valamint az elektronika. A magyarországi gyártóbázison mindhárom szegmens képviselteti magát. A nagy rakterű csarnokok pedig lehetővé teszik a kész-, valamint a félkész termékek nagy mennyiségű raktározását. Az OBO Bettermann Hungary Kft. mára a cégcsoport délkelet-európai gyártási és logisztikai központjává vált.

### Története
- 1993: A magyarországi OBO képviselet alapítása Budapesten
- 1996: A vállalat barnamezős beruházásként megvásárolja a Budapesttől 30 km-re fekvő Bugyi nagyközségben a mintegy 20 hektáros mai telephelyét

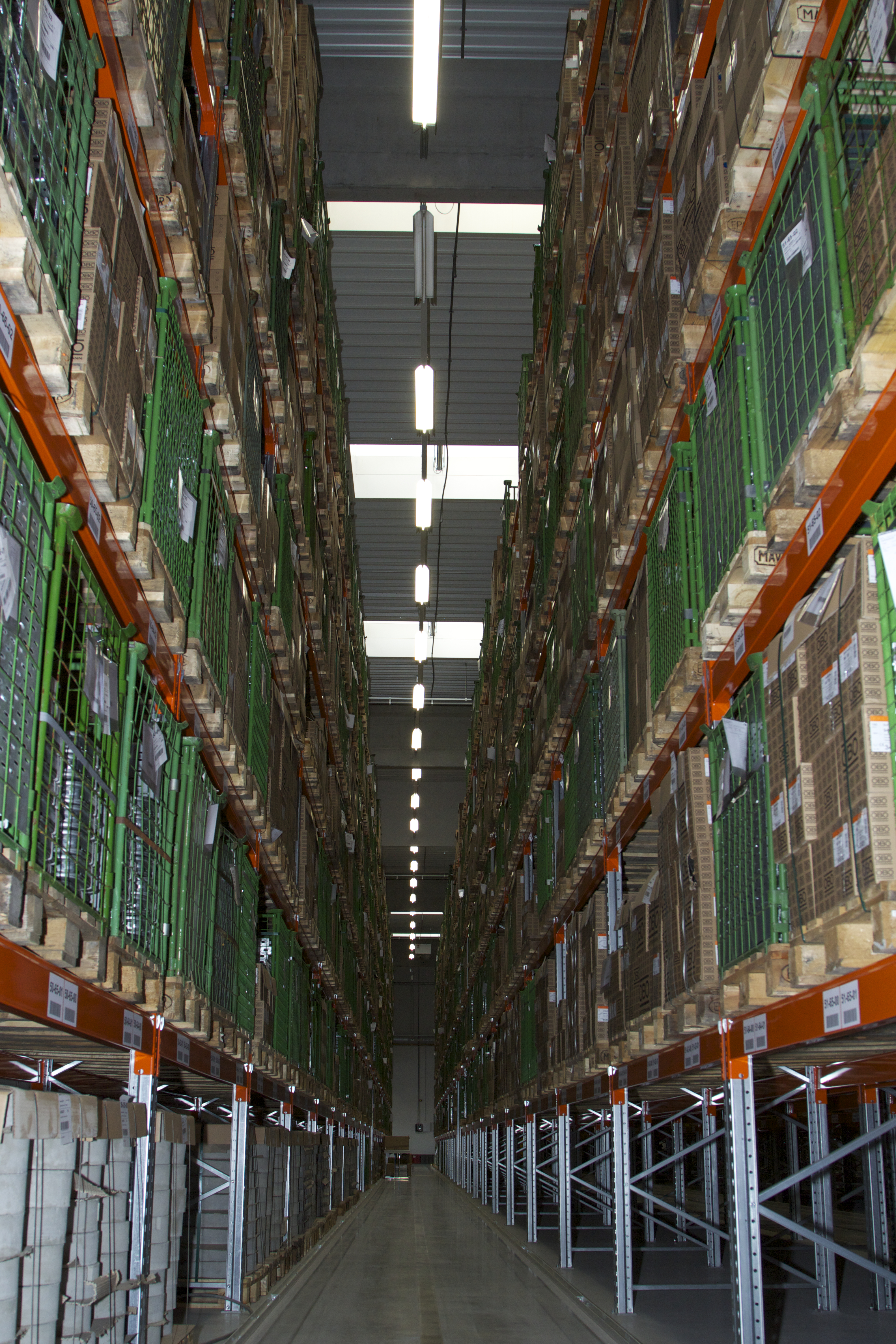
Az új logisztikai csarnok polcai között

- 1997: Mind a kereskedelem, mind a termék előállítás beköltözik az újjáépített telephelyre
- 2001: Elkészül az új, 10 000 m² alapterületű gyártócsarnok a fémipari termékgyártás számára
- 2003: Megindul Bugyin Közép-Európa legmodernebb tűzihorganyzó üzemének beruházása
- 2010: Összességében 12 700 m² alapterületű gyártócsarnokok kerülnek átadásra a műanyaggyártás számára
- 2012: Az irodaház korszerűsítése, napelemekkel és napkollektorokkal való ellátása
- 2013: 20 éves az OBO Bettermann[10] Magyarországon. A jubileumi évben kerül sor a 10000 m²-es új logisztikai központ[11] hivatalos átadására is. Az év második felében az ipari park területén megkezdődik az új termelési raktár építése.
- 2014: A szerszám- és karbantartó üzem korszerűsítése, bővítése
- 2017: Megépül az OBO Európa Forum Bemutató- és Oktatóközpont, valamint az új 10 000 m² alapterületű gyártócsarnok
- 2018: A magyarországi OBO Bettermann vállalatcsoport alapításának 25. évfordulóját ünnepli
- 2019: Önálló gyártócsarnok épül az elektronikai termékgyártás részére
- 2021: Új 8.300 m² alapterületű – elsősorban a műanyag fröccsöntés számára épülő – csarnoképület építése, a horganyzó üzem és a logisztikai csarnok kibővítése
- 2022: Megalakul BET Tesztcentrum Magyarország, az OBO új tesztelési részlege

A fejlesztésekkel párhuzamosan zajlott a hazai leányvállalat átstrukturálása, így 2006-ban OBO Bettermann Kereskedelmi és Szolgáltató Kft. néven megalakult a magyar piacot kiszolgáló, önálló kereskedelmi kft. Ezzel különvált egymástól a gyártási és a kereskedelmi tevékenység, ugyanakkor az együttműködés a mai napig is szoros maradt a cégek között. Az OBO Bettermann Kereskedelmi és Szolgáltató Kft. az OBO-termékek hazai értékesítésével, a villamosipari szakemberek továbbképzésével és szaktanácsadással foglalkozik.
A felújítások és az új beruházások során alapvető feltétel a környezetvédelem szem előtt tartása. Az épületek egy részére napelemek és napkollektorok kerültek, hővisszanyerő szellőztetés és technológiai hőt hasznosító berendezések kerültek bevezetésre.
A cég társadalmi felelősségvállalási tevékenysége nem csak a környezetvédelemben nyilvánul meg. A vállalat szűkebb és tágabb környezetében egyaránt nagy hangsúlyt fektet a szociális értékek iránti érzékenységre is, legyen szó az egészséges életmód, sport vagy a kulturális élet támogatásáról, új kezdeményezések felkarolásáról.